# August Hoffmeister (Politiker)
August Hoffmeister (* 1. Oktober 1842 in Elberfeld (heute Stadtteil von Wuppertal); † 1. Dezember 1926) war ein deutscher Fabrikbesitzer, Politiker und Mitglied des Deutschen Reichstags.

## Leben
Hoffmeister besuchte das Gymnasium in Bonn und die Realschule in Heilbronn. Als Kaufmann war er von 1858 bis 1862 in Berlin, von 1863 bis 1865 in Bordeaux, von 1865 bis 1866 in Liverpool-Bradford tätig. Bis 1874 war er in Berlin Dampfmühlenbesitzer und betrieb dann in Glogau eine Tonwarenfabrik und Dampfziegelei. Zwischen 1890 und 1905 war er Stadtverordnetenvorsteher in Glogau und Mitglied des Kreistags.
Von 1898 bis 1912 war er Mitglied des Deutschen Reichstags für den Wahlkreis Regierungsbezirk Liegnitz 3 Glogau und die Freisinnige Vereinigung.